# Bilmak (huyện)
Huyện Bilmak (tiếng Ukraina: Більмацький район, chuyển tự: Bilʹmatsʹks’kyi raion) là một huyện của tỉnh Zaporizhia thuộc Ukraina. Huyện Kuibysheve có diện tích 1335 km², dân số theo điều tra dân số ngày 5 tháng 12 năm 2001 là 27578 người với mật độ 21 người/km2. Trung tâm huyện nằm ở Bilmak.